# Boscos secs de fulla perenne del sud-est d'Indoxina
Els boscos perennifolis secs del sud-est d'Indoxina són una ecoregió de boscos tropicals secs de fulla ampla d'Indoxina.

## Entorn
L'ecoregió cobreix una superfície de 124.300 quilòmetres quadrats, que s'estén per parts de Cambodja, Laos, Tailàndia i Vietnam.
Els boscos perennifolis secs del sud-est d'Indoxina ocupen la part inferior de la conca del Mekong, on s'entrellacen amb els boscos secs de la Indoxina central. Els boscos pluvials montans dels Annamites meridionals voregen els boscos perennifolis secs a l'est, ocupant les elevacions més altes de la serralada d'Annamites. Al sud, els manglars d'Indoxina es troben entre els boscos tropicals estacionals i el mar de la Xina Meridional. Els boscos de pantà de torba de Tonle Sap-Mekong i els boscos de pantà d'aigua dolça de Tonle Sap es troben al sud-est, a les terres baixes inundades estacionalment i permanentment al llarg dels rius Tonle Sap i Mekong inferior i el llac Tonle Sap.

## Flora
Els boscos perennifolis secs del sud-est d'Indoxina constitueixen una ecoregió de boscos secs de fulla ampla amb arbres predominantment de fulla ampla; els arbres dels boscos secs de fulla ampla solen perdre les fulles durant l'estació seca.

## Fauna
L'ecoregió acull molts mamífers grans, com ara l'elefant asiàtic, el tigre, anteriorment era una de les dues poblacions conegudes del rinoceront de Java, ara extingit (Rhinoceros sondaicus annamiticus), el cérvol d'Eld, el banteng, el gaur, el pantera nebuolsa el lleopard i l'ós malai.

## Ecoregió adjacent

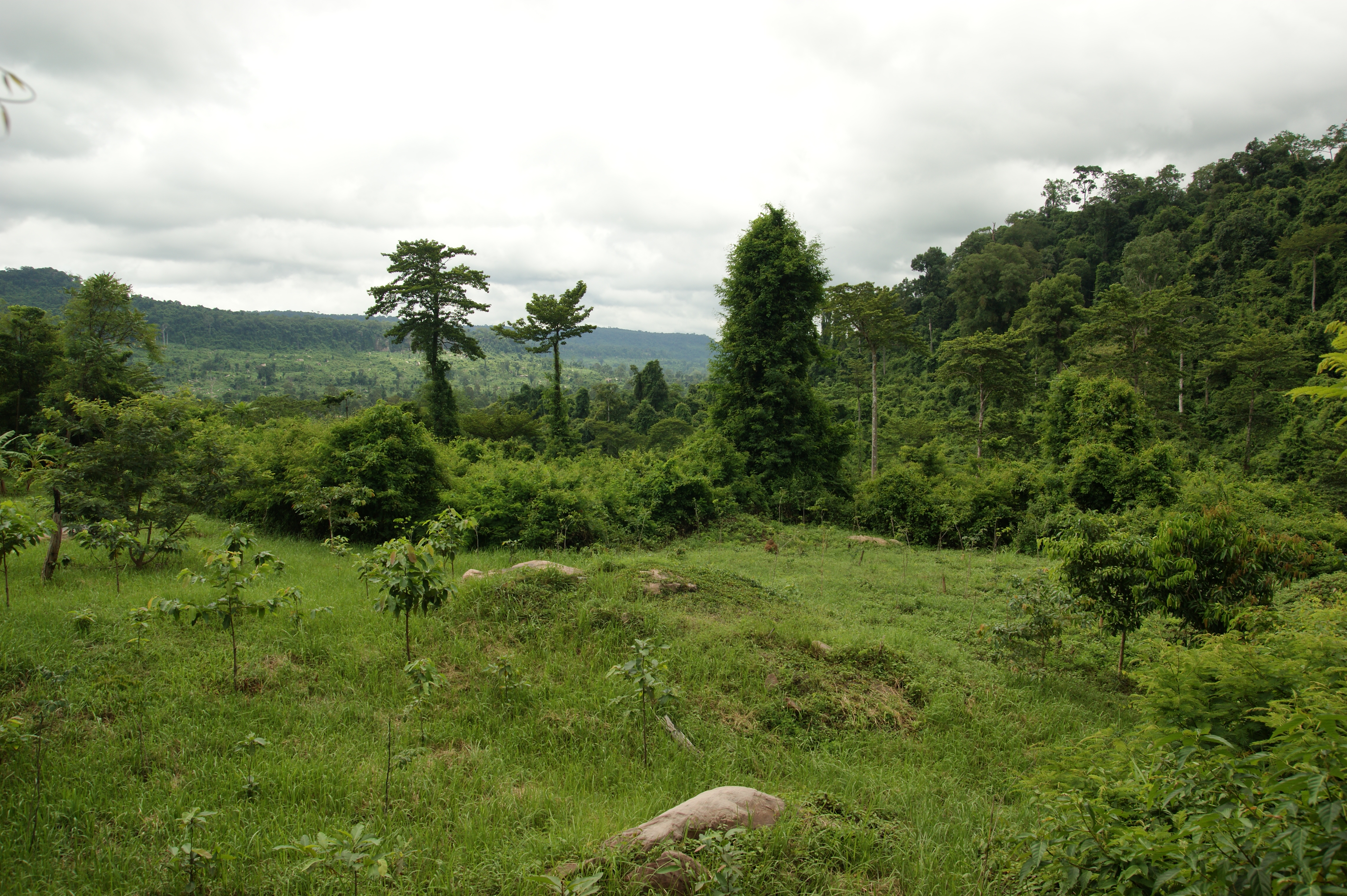
Siem Reap, Angkor, Kbal Spean

En moltes ocasions l'ecoregió Boscos secs de fulla perenne del sud-est d'Indoxina (imatge adjunta) es troba intercalada amb els Boscos secs de la Indoxina central.

## Conservació
Una avaluació del 2017 va trobar que 28.210 km², o el 23%, de l'ecoregió es troben en zones protegides. Un altre 23% és boscós però fora de les zones protegides.